# 孔治
孔治（1236年—1307年），字世安，一字先己，曲阜县（今山东省曲阜市）人。孔子五十三代孫，孔琥玄孙，孔拂曾孙，孔元用之孙，孔之全之子。
元宪宗二年（1252年），孔治想要争夺衍圣公的爵位，上书元宪宗蒙哥，说衍圣公孔湞是李家的儿子，没有资格继承衍圣公。十二月，蒙哥剥夺孔湞的衍圣公爵位，改任淮州知州。之后，蒙古没有再任命衍圣公，忽必烈即位後，任命他为曲阜县尹。中统四年（1263年），孔治代管孔林孔庙祭祀事务。至元十三年（1276年），被朝廷任命为承事郎。灭南宋後，南宗孔洙让爵，元世祖同意，但是没有封爵衍圣公。至元二十二年（1285年），为奉训大夫、单州防御使。由他的儿子孔思誠为曲阜县尹。至元二十八年（1291年），孔治为奉直大夫，知密州事。元成宗元贞元年（1295年），孔治入大都朝见，元成宗命他为中议大夫，袭封衍圣公。大德十一年（1307年）十二月十五，孔治去世，享年七十二岁，葬在孔林孔子墓西侧。
| 前任者： 孔湞（北宗） 孔洙（南宗） | 元朝衍圣公 1295年—1307年 | 繼任者： 孔思誠 |

## 参看
- 孔子
- 孔子世家大宗世系
- 孔子世家大宗世系图
- 孔子世家南宗北宗世系图